# عصر النهضة الأمريكي

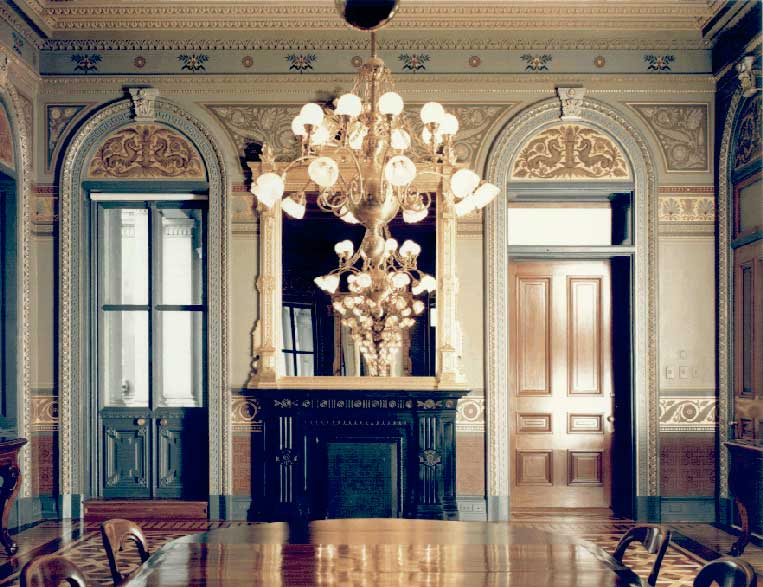
ديكور داخلي من طراز عصر النهضة الأمريكي، يعود لعام 1879.

طراز عصر النهضة الأمريكي (بالإنجليزية: American Renaissance) هي فترة من تاريخ العمارة الأمريكية، تمتد تقريبًا من عام 1876 وحتى 1917. تميزت هذه الفترة بالتجدد والوطنية والثقة بالنفس والشعور بأن الولايات المتحدة وريث للديمقراطية اليونانية، والقانون الروماني، وإنسانية النهضة. لقد تم التعبير في هذا النمط عن انشغال أمريكا بالهوية الوطنية (أو القومية الجديدة) بتلك الفترة عبر الحداثة والتكنولوجيا، فضلا عن الكلاسيكية الأكاديمية. كما ظهرت الثقة في المشاريع ذات التكنولوجيا الجديدة، مثل جسر بروكلين ذو الكوابل في نيويورك.

## أمثلة

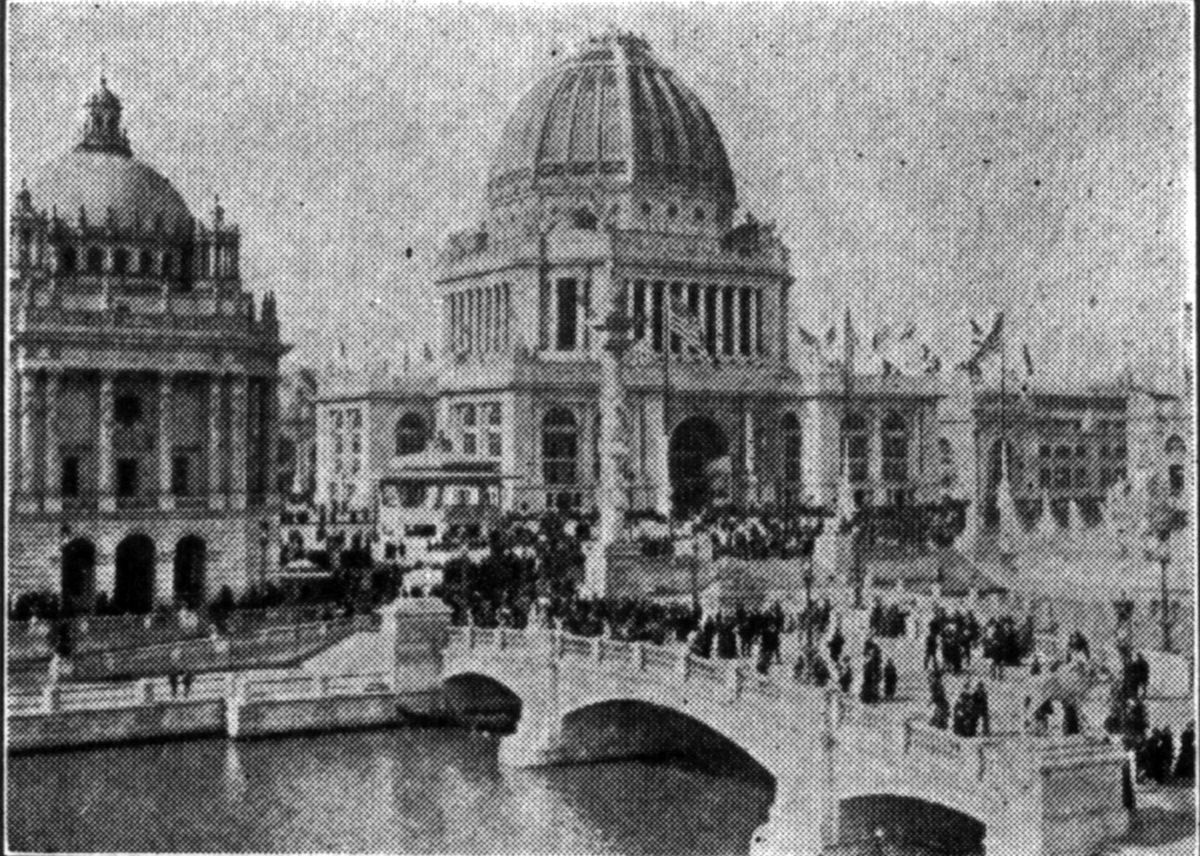
مبنى الإدارة في إكسبو شيكاغو، 1893.

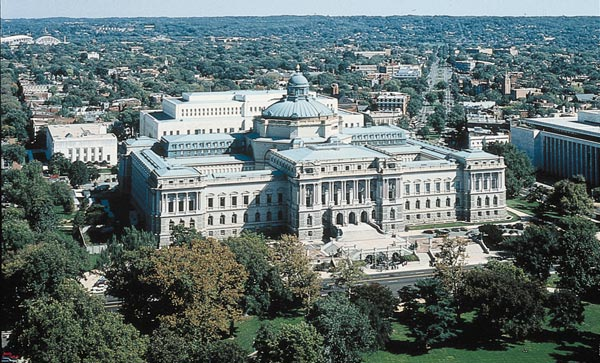
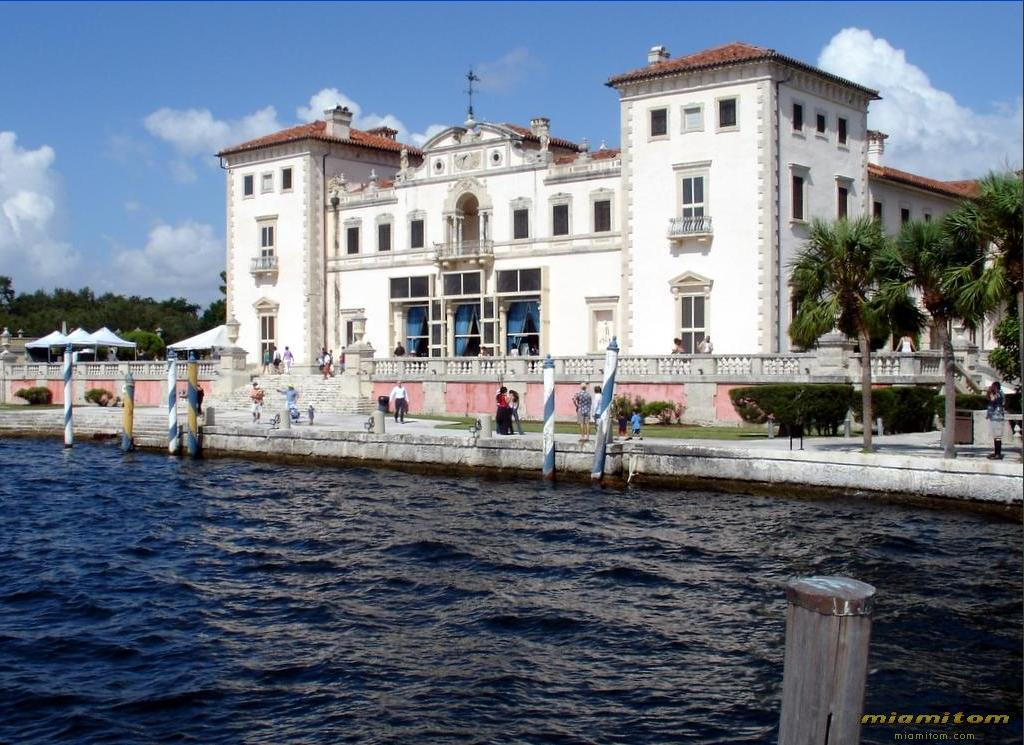
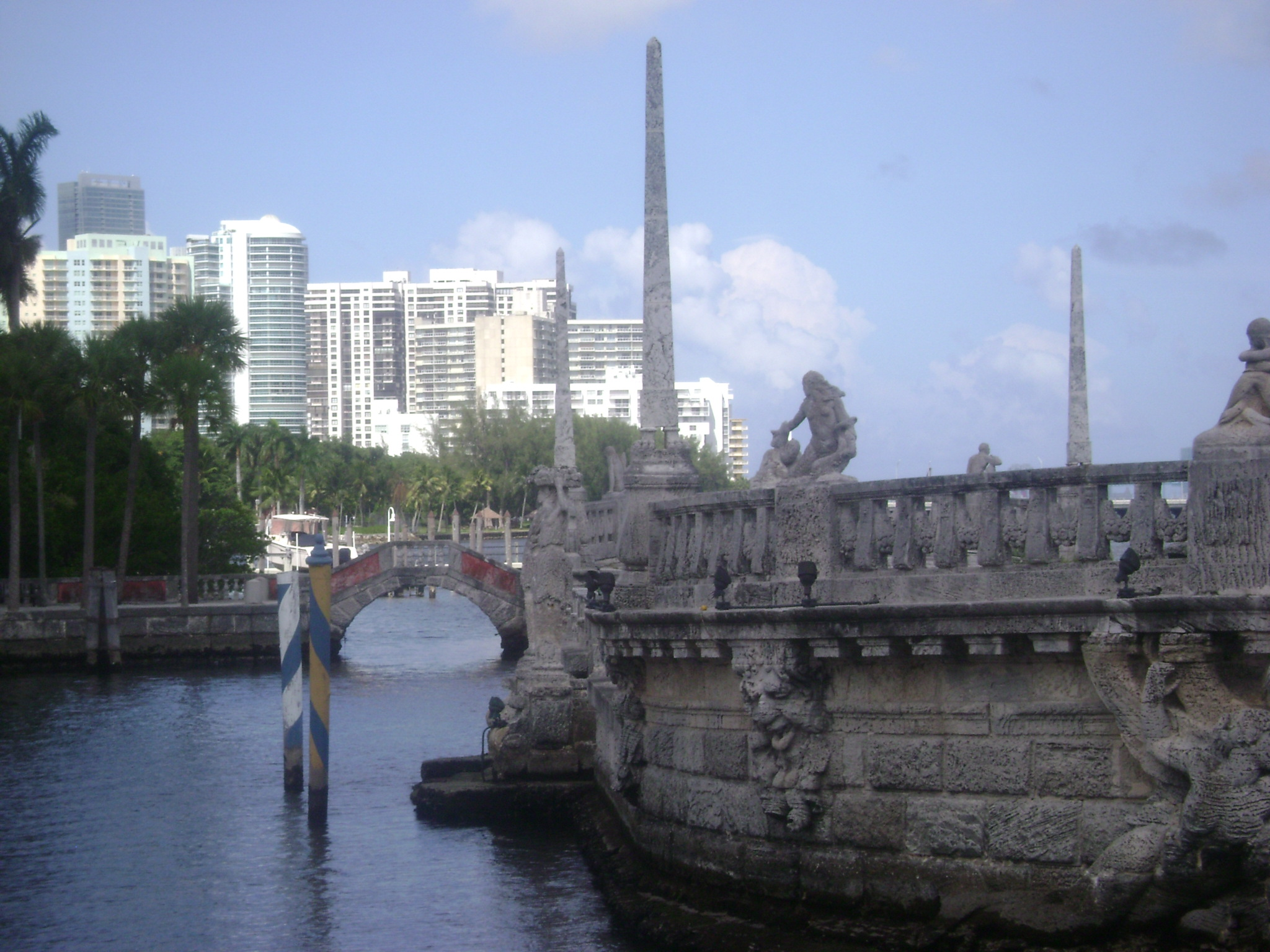